# Selišta
Selišta är ett samhälle i Montenegro. Det ligger i den centrala delen av landet, 40 km nordost om huvudstaden Podgorica. Selišta ligger 1 103 meter över havet och antalet invånare är 230.
Terrängen runt Selišta är huvudsakligen kuperad, men åt nordväst är den bergig. Terrängen runt Selišta sluttar västerut. Runt Selišta är det ganska glesbefolkat, med 48 invånare per kvadratkilometer. Närmaste större samhälle är Kolašin, 9,9 km norr om Selišta. I omgivningarna runt Selišta växer i huvudsak lövfällande lövskog.